# تازه کند (باروق)
تازه کند یک منطقهٔ مسکونی در ایران است که در استان آذربایجان غربی واقع شده‌است. براساس سرشماری مرکز آمار ایران در سال ۱۳۹۵، تازه کند ۱۳۸ نفر جمعیت دارد.